# Stade d’honneur de Meknès
Stade d'honneur de Meknès – stadion piłkarski w Meknesie, w Maroku. Jego pojemność wynosi 20 000 widzów. Został otwarty w 1962 roku. Swoje spotkania na obiekcie rozgrywają piłkarze klubu CODM Meknès.